# XXIV Cumbre Iberoamericana
La XXIV Cumbre Iberoamericana de Jefes de Estado y de Gobierno se llevó a cabo en la ciudad y puerto de Veracruz, México, entre el 8 y 9 de diciembre de 2014 bajo el lema “Iberoamérica en el Siglo XXI: Educación, innovación y cultura”.

## Asistentes
A la XXIV Cumbre Iberoamericana asistieron 17 de los 22 jefes de Estado o de Gobierno de los países miembros. Se ausentaron los mandatarios de Argentina, Cristina Fernández de Kirchner; de Brasil, Dilma Rousseff; de Cuba, Raúl Castro; de Nicaragua, Daniel Ortega, y de Venezuela, Nicolás Maduro.
| Miembros de la Cumbre Iberoamericana de Jefes de Estado y de Gobierno Listado de líderes asistentes | Miembros de la Cumbre Iberoamericana de Jefes de Estado y de Gobierno Listado de líderes asistentes | Miembros de la Cumbre Iberoamericana de Jefes de Estado y de Gobierno Listado de líderes asistentes | Miembros de la Cumbre Iberoamericana de Jefes de Estado y de Gobierno Listado de líderes asistentes | Miembros de la Cumbre Iberoamericana de Jefes de Estado y de Gobierno Listado de líderes asistentes | Miembros de la Cumbre Iberoamericana de Jefes de Estado y de Gobierno Listado de líderes asistentes |
| Miembro                                                                                             | Miembro                                                                                             | Representado por                                                                                    | Representado por                                                                                    | Título                                                                                              | Referencias                                                                                         |
| --------------------------------------------------------------------------------------------------- | --------------------------------------------------------------------------------------------------- | --------------------------------------------------------------------------------------------------- | --------------------------------------------------------------------------------------------------- | --------------------------------------------------------------------------------------------------- | --------------------------------------------------------------------------------------------------- |
| Bandera de Andorra                                                                                  | Andorra                                                                                             | Antoni Martí                                                                                        | | Jefe del Gobierno                                                                                   | |
| Bandera de Argentina                                                                                | Argentina                                                                                           | Héctor Timerman                                                                                     | | Canciller                                                                                           | |
| Bandera de Bolivia                                                                                  | Bolivia                                                                                             | Evo Morales                                                                                         | | Presidente                                                                                          | [ 1 ]                                                                                               |
| Bandera de Brasil                                                                                   | Brasil                                                                                              | Michel Temer                                                                                        | | Vicepresidente                                                                                      | [ 2 ]                                                                                               |
| Bandera de Chile                                                                                    | Chile                                                                                               | Michelle Bachelet                                                                                   | | Presidenta                                                                                          | [ 3 ]                                                                                               |
| Bandera de Colombia                                                                                 | Colombia                                                                                            | Juan Manuel Santos                                                                                  | | Presidente                                                                                          | [ 4 ]                                                                                               |
| Bandera de Costa Rica                                                                               | Costa Rica                                                                                          | Luis Guillermo Solís                                                                                | | Presidente                                                                                          | |
| Bandera de Cuba                                                                                     | Cuba                                                                                                | Miguel Díaz-Canel                                                                                   | | Primer Vicepresidente                                                                               | [ 5 ]                                                                                               |
| Bandera de Ecuador                                                                                  | Ecuador                                                                                             | Rafael Correa                                                                                       | | Presidente                                                                                          | |
| Bandera de El Salvador                                                                              | El Salvador                                                                                         | Salvador Sánchez Cerén                                                                              | | Presidente                                                                                          | |
| Bandera de España                                                                                   | España                                                                                              | Felipe VI                                                                                           | | Rey                                                                                                 | |
| Bandera de España                                                                                   | España                                                                                              | Mariano Rajoy                                                                                       | | Presidente                                                                                          | [ 6 ]                                                                                               |
| Bandera de Guatemala                                                                                | Guatemala                                                                                           | Otto Pérez Molina                                                                                   | | Presidente                                                                                          | |
| Bandera de Honduras                                                                                 | Honduras                                                                                            | Juan Orlando Hernández                                                                              | | Presidente                                                                                          | |
| Bandera de México                                                                                   | México                                                                                              | Enrique Peña Nieto                                                                                  | | Presidente                                                                                          | [ 7 ]                                                                                               |
| Bandera de Nicaragua                                                                                | Nicaragua                                                                                           | Omar Halleslevens                                                                                   | | Vicepresidente                                                                                      | |
| Bandera de Panamá                                                                                   | Panamá                                                                                              | | | | |
| Bandera de Paraguay                                                                                 | Paraguay                                                                                            | Horacio Cartes                                                                                      | | Presidente                                                                                          | [ 7 ]                                                                                               |
| Bandera de Perú                                                                                     | Perú                                                                                                | Ollanta Humala                                                                                      | | Presidente                                                                                          | [ 8 ]                                                                                               |
| Bandera de Portugal                                                                                 | Portugal                                                                                            | Aníbal Cavaco Silva                                                                                 | | Presidente                                                                                          | |
| Bandera de Portugal                                                                                 | Portugal                                                                                            | Pedro Passos Coelho                                                                                 | | Primer ministro                                                                                     | [ 9 ]                                                                                               |
| Bandera de la República Dominicana                                                                  | República Dominicana                                                                                | | | | |
| Bandera de Uruguay                                                                                  | Uruguay                                                                                             | José Mujica                                                                                         | | Presidente                                                                                          | |
| Bandera de Venezuela                                                                                | Venezuela                                                                                           | Jorge Arreaza                                                                                       | | Vicepresidente                                                                                      | [ 10 ]                                                                                              |